# Landtag de Burgenland
23e législature
Landhaus (de)
Le Landtag de Burgenland (en allemand : Burgenländischer Landtag) est le parlement régional du land autrichien de Burgenland. Il siège au Landhaus (de) à Eisenstadt.

## Système électoral
Les 36 sièges du Landtag sont élus au scrutin proportionnel plurinominal à liste ouverte dans le cadre d'un processus en deux étapes. Les sièges sont répartis entre sept circonscriptions plurinominales correspondant au sept districts du Burgenland (les villes à statut de Eisenstadt et Rust sont fusionnés avec le district d'Eisenstadt-Umgebung). La répartition des sièges est basée sur les résultats du dernier recensement.
Pour que les partis reçoivent une représentation au Landtag, ils doivent soit remporter au moins un siège dans une circonscription, soit franchir un seuil électoral de 4 % à l'échelle du Land. Les sièges des circonscriptions sont répartis selon le quotient de Hare, tous les sièges restants au niveau de Land sont attribués selon la méthode D'Hondt, afin d'assurer la proportionnalité globale entre la part des voix d'un parti et sa part de sièges.
En plus de voter pour un parti politique, les électeurs peuvent exprimer des votes préférentiels pour des candidats spécifiques de ce parti, mais ne sont pas obligés de le faire. Ces votes supplémentaires n'affectent pas la répartition proportionnelle basée sur le vote pour le parti ou la liste, mais peuvent modifier l'ordre de classement des candidats sur les listes d'un parti au niveau de l'État et de la circonscription. Les électeurs peuvent exprimer un vote préférentiel au niveau de l'État, ou trois au niveau de la circonscription. Un électeur ne peut pas franchir les lignes de parti pour exprimer un vote de préférence pour un candidat d'un autre parti ; ces votes de préférence ne sont pas valides.